# Drosophila maya
Drosophila maya este o specie de muște din genul Drosophila, familia Drosophilidae, descrisă de Heed și O'grady în anul 2000. Conform Catalogue of Life specia Drosophila maya nu are subspecii cunoscute.